# 金魚妻
《金魚妻》是由日本漫畫家黑澤R創作的漫畫。至2023年7月，包括紙本與電子版在內，總銷售量已突破370萬本。改編真人電視劇在2022年2月14日於Netflix上架，篠原涼子主演。

## 電視劇
主题曲《Crazy for You》由篠原涼子以“sino R fine”的化名演唱。

### 剧情
改编自黑泽R同名漫画，讲述住在奢华公寓的六位人妻过着惨淡的婚姻生活，纷纷违背道德底线与他人出轨。

### 演员

#### 「金魚妻」篇：
- 篠原涼子 饰 “金鱼妻”平贺樱
- 岩田剛典 饰 丰田春斗
- 安藤政信 饰 平賀卓弥
- 水上京香（日语：水上京香） 饰 坂東真沙子
- 福本莉子 饰 兰
- 宅麻伸（日语：宅麻伸） 饰 貴左也

#### 「外包妻」篇：
- 中村静香 饰 “外包妻”志村優香
- 久保田悠来 饰 潤
- 長田成哉 饰 志村實

#### 「便當妻」篇：
- 濑户沙织（日语：瀬戸さおり） 饰 “便当妻”穗部咲子
- 藤森慎吾 饰 穗部太朗
- 神田穣（日语：神田穣） 饰 津多信司

#### 「陪跑妻」篇：
- 石井杏奈 饰 “陪跑妻”真田早矢
- 犬飼貴丈 饰 真田颯太

#### 「頭痛妻」篇：
- 松本若菜 饰 “头痛妻”田口慈子
- 真島秀和 飾 馬場（本名 田口卓三）

#### 「裝修妻」篇：
- 长谷川京子 饰 “装修妻”箱崎百合叶
- 深水元基（日语：深水元基） 饰 五条百樹
- 前川泰之（日语：前川泰之） 饰 箱崎紘一

#### 其他角色：
- 川﨑珠莉 饰 寧寧
- 堀未央奈 饰 加代
- 峰村理惠（日语：峯村リエ） 饰 占卜师梅
- 小林優仁（日语：小林優仁） 饰 勇太

### 集数
| 總集數 | 集數 （季） | 標題 | 譯名         | 導演     | 編劇                         | 上線日期      |
| ------ | ----------- | ---- | ------------ | -------- | ---------------------------- | ------------- |
| 1      | 1           |      | 金魚妻       | 並木道子 | 坪田文                       | 2022年2月14日 |
| 2      | 2           |      | 外包妻       | 並木道子 | 坪田文                       | 2022年2月14日 |
| 3      | 3           |      | 便当妻       | 楢木野礼 | 坪田文、越川美埜子、的場友見 | 2022年2月14日 |
| 4      | 4           |      | 陪跑妻       | 楢木野礼 | 坪田文、越川美埜子、的場友見 | 2022年2月14日 |
| 5      | 5           |      | 頭痛妻（上） | 松山博昭 | 越川美埜子                   | 2022年2月14日 |
| 6      | 6           |      | 頭痛妻（下） | 松山博昭 | 越川美埜子                   | 2022年2月14日 |
| 7      | 7           |      | 装修妻       | 並木道子 | 越川美埜子、的場友見         | 2022年2月14日 |
| 8      | 8           |      | 金魚妻       | 並木道子 | 越川美埜子                   | 2022年2月14日 |

## 外部連結
- 在Netflix上觀看《金魚妻》
- 電視劇的X（前Twitter）